# أندريا كامبياسو
أندريا كامبياسو (مواليد 20 فبراير 2000) هو لاعب كرة قدم إيطالي يلعب في مركز المدافع في نادي يوفنتوس.

## روابط خارجية
- أندريا كامبيازو على موقع الاتحاد الأوربي (الإنجليزية)
- أندريا كامبيازو على موقع قاعدة بيانات كرة القدم.إي يو (الإنجليزية)
- أندريا كامبيازو على موقع Soccerway.com (الإنجليزية)
- أندريا كامبيازو على موقع عالم كرة القدم.نت (الإنجليزية)